# Julio Zuleta
Julio Zuleta (Panamá, Panamá, 28 de marzo de 1975) es un exjugador de béisbol panameño. En el 2009 jugó con los Broncos de Reynosa de México, que juegan en la Liga Mexicana de Béisbol.
El 15 de septiembre de 1992 fue contratado como agente libre por los Chicago Cubs de las Grandes Ligas de Béisbol. En 1993 jugó con los GCL Cubs.

## Carrera

### Chicago Cubs
Fue contratado como agente libre por los Cachorros de Chicago el 15 de septiembre de 1992 y pasó un año con los Cachorros de la Liga de la Costa del Golfo en 1993. Comenzó 1994 en Huntington antes de regresar a jugar con los Cachorros de la GCL. Zuleta hizo su debut en las Grandes Ligas con los Cachorros en 2000, y finalmente jugó en 30 juegos, bateando .294 con 3 jonrones y 20 hits en total. En general, en dos temporadas de MLB (2000, 2001) con los Cachorros, Zuleta registró un promedio de bateo de .247 (43 de 174) con 9 jonrones y 36 carreras impulsadas en 79 juegos jugados.

### Japón
Zuleta comenzó a jugar béisbol profesional en Japón en 2003 con los Fukuoka SoftBank Hawks. Su mejor año con los Hawks llegó en 2005, cuando conectó 43 jonrones con un promedio de bateo de .319. Tiene el récord del club de los Hawks de más jonrones realizados por un extranjero. De 2004 a 2006, conectó la mayor cantidad de jonrones en la liga (109) en un lapso de tres años.
Después de la temporada 2006, Zuleta fue liberado por los Hawks y firmó con los Chiba Lotte Marines como agente libre. Firmó un contrato de dos años con los Marines. Durante la temporada 2007, Zuleta fue golpeado por un lanzamiento que le rompió el dedo. Continuó jugando durante varios meses y lideró al equipo en jonrones con 15 jonrones. El 22 de septiembre de 2007, en un partido contra los Rakuten Golden Eagles, se convirtió en el jugador número 61 en la historia del béisbol profesional japonés en batear para el ciclo.
Durante la temporada 2008, Zuleta pasó la mayor parte de la temporada desactivado por varias razones, lo que ha sido un punto de controversia. El 7 de junio de 2008, disparó contra la luz del techo del Tokyo Dome y le dieron un terreno-regla del jonrón, convirtiéndose en el segundo jugador en conectar un jonrón en el domo junto a Ralph Bryant.
Premios 2005: Mejores Nueve (1.ª base) Junio de 2005: Récords mensuales de MVP Primeros de la NPB Primer juego: 23 de junio de 2003 contra Nippon Ham Fighters (encuentro número 16 en el Fukuoka Dome), bateó en el puesto número 8 comenzando en el jardín derecho Primer AB, primer hit : Igual que arriba, parte baja de la segunda, sin outs, Masato Yoshizaki en el montículo - línea desde la valla del jardín central para un doble Primera carrera impulsada: 24 de junio de 2003 contra Nippon Ham (encuentro número 17 en el Fukuoka Dome), parte baja de la sexta entrada con un out contra Akio Shimizu en el montículo Primer jonrón: 1 de julio de 2003 contra Osaka Kintetsu Buffaloes (encuentro número 16 en el Osaka Dome), parte alta de la quinta entrada sin outs, un tiro solitario al izquierdo de Shogo Yamamoto Primer robo base: 7 de junio de 2004 contra Nippon Ham Fighters (encuentro número 13 en el Tokyo Dome) se robó el segundo lugar en la parte alta de la sexta entrada ante Tomokazu Iba en el montículo y Shinji Takahashi detrás del plato Otros récords e hitos Jonrón número 100: 6 de mayo de 2006 contra Seibu Lions (séptimo encuentro en Invoice Seibu Dome) 4.ª entrada con 2 horas contra Fumiya Nishiguchi, un jonrón de 3 carreras desde atrás (gyakuten) al jardín izquierdo [jugador número 24 en la historia de la NPB en conectar 100 jonrones] Todos Juegos de estrellas: 2004 y 2005 Golpea jonrones de todos los equipos de la NPB contra los que jugó: 1 de abril de 2007 contra Fukuoka SoftBank Hawks (tercer encuentro en el Chiba Marine Stadium) en la parte baja de la octava entrada, un tiro solitario al centro contra Yoshiaki Fujioka [Sexto jugador en la historia de la NPB en hacerlo] Incluye jonrones contra los Osaka Kintetsu Buffaloes que dejaron de existir en 2004, convirtiéndose en el segundo jugador en conectar jonrones contra 13 equipos Golpe del ciclo: 22 de septiembre de 2007 contra Tohoku Rakuten Golden Eagles (encuentro número 22 en Fullcast Stadium Miyagi) [jugador número 61 en la historia de la NPB en batear para el ciclo] 2.º posada: G1, 4.º posada: Doble, 6.º posada: Triple, 7.º posada: HR, 9.º posada: Sencillo
Zuleta fue liberado por los Marines después de la temporada de 2008, aunque previamente había elegido jugar con Panamá en el Clásico Mundial de Béisbol 2009.
Los fanáticos japoneses le dieron a Zuleta el nombre de "Samurai" debido a su perseverancia. Fue tres veces All Star. Es uno de los tres únicos jugadores del béisbol japonés en conectar tres jonrones en un juego. Logró esta hazaña dos veces: una contra el Orix BlueWave (2003) y otra contra los Seibu Lions (2006). Zuleta también jonroneó contra 13 equipos japoneses diferentes; el único otro jugador que lo hizo fue Fernando Seguignol.
En 2009, Zuleta fundó Zuleta's Indoor Batting Cages en Fort Myers, Florida, proporcionando una instalación cubierta de lujo para entrenamiento e instrucción de béisbol y softbol, que luego vendió en 2012.